# Asunción
Asunción, tức Nuestra Señora Santa María de la Asunción (nghĩa là: Thánh Maria Đức Mẹ Lên Trời) là thủ đô của Paraguay. Về mặt hành chính, thành phố Asunción là đơn vị tự trị, không thuộc tỉnh nào cả. Cả khu đô thị còn được gọi là Gran Asunción với dân số 2,3 triệu. Ngoài Asunción nội thành, Gran Asunción còn bao gồm các thị xã lân cận thuộc tỉnh Central như San Lorenzo, Fernando de la Mora, Lambaré, Luque, Mariano Roque Alonso, Ñemby và Villa Elisa.
Asunción ngoài địa vị thủ đô còn là giang cảng và trung tâm văn hóa, kỹ nghệ toàn quốc. Công nghiệp chính là ngành sản xuất giày, hàng dệt và thuốc lá.

## Lịch sử
Nhà thám hiểm Juan de Ayolas người Tây Ban Nha là người châu Âu đến Khu vực Asunción đầu tiên nhưng phải đợi đến năm 1537 nhân ngày Lễ Đức Mẹ Lên Trời (15 tháng 8) của Tây Ban Nha mới khởi xây một đồn lính ở địa điểm Asunción và lấy ngày lễ đó để đặt tên cho thị trấn. Đây là thị trấn lâu đời nhất ở lưu vực sông La Plata nên Asunción còn mệnh danh là "mẫu thành" hay "thành phố mẹ". Năm 1541 Asunción đổi sang chính quyền dân sự, làm thủ phủ cai quản Paraguay, một phần của Brasil và miền đông-bắc Argentina rộng lớn. Giáo hội Công giáo Rôma với trụ sở ở Asunción hoạt động mạnh trong việc truyền giáo đối với thổ dân Guaraní.
Năm 1731 José de Antequera y Castro dấy binh chống lại chính quyền thực dân Tây Ban Nha nhưng bị dẹp tan. Dù vậy cuộc nổi dậy của de Antequera đánh thức tinh thần độc lập của người Paraguay. Phong trào độc lập lớn mạnh dần và đến Tháng 5 năm 1811, thống đốc Bernardo de Velasco bị mai phục. Phe độc lập nhóm họp ở Asunción và ép thống đốc phải đầu hàng, trao quyền lại cho một quốc gia mới: Paraguay. Địa điểm họp của phe chủ trương độc lập nay giữ là ngôi nhà kỷ niệm lịch sử Casa de la Indepedencia.
Asunción dần phát triển sau thời kỳ độc lập. Đặc biệt là thời Tổng thống Carlos Antonio López, chính phủ đẩy mạnh các dự án như đắp đường, mở trường, xây nhà máy. Asunción còn có kỳ tích lúc bấy giờ là nơi mở đường sắt đầu tiên ở Nam Mỹ. Khi López mất, con là Francisco Solano López lên nắm quyền. Paraguay bước sang thời kỳ suy thoái. Trong cuộc chiến Tam Đồng minh (Guerra de la Triple Alianza) (1865-1870) Paraguay bị ba nước Argentina, Brasil và Uruguay đánh bại. Asunción bị quân Brasil chiếm đóng đến năm 1876 mới rút đi. Asunción bị thiệt hại nặng nề với 2/3 dân số bị sát hại và nền kinh tế suy sụp, trì trệ mãi đến thế kỷ 20 mới khởi sắc dần. Các nhóm di dân từ châu Âu góp sức phát triển thành phố  kể từ sau thập niên 1970.

## Địa lý
Thành phố nằm bên tả ngạn sông Paraguay chỗ hợp lưu với sông Pilcomayo. Bờ đối diện hướng tây là thị trấn Clorinda thuộc tỉnh Formosa của Argentina. Ba hướng bắc, đông, nam giáp tỉnh Central.
Địa hình Asunción có một số đồi cao như ngọn Lambaré. Những khu Cabará, Clavel, Tarumá đều là cao điểm.

## Khí hậu
Khí hậu Asunción là khí hậu lục địa, ấm và ẩm quanh năm. Vũ lượng là 1.420 mm. Tháng Mười mưa nhiều nhất.
Nhiệt độ cao trung bình là 29,4 °C và thấp trung bình là 24 °C.
| Dữ liệu khí hậu của Asunción (1971–2000) | Dữ liệu khí hậu của Asunción (1971–2000) | Dữ liệu khí hậu của Asunción (1971–2000) | Dữ liệu khí hậu của Asunción (1971–2000) | Dữ liệu khí hậu của Asunción (1971–2000) | Dữ liệu khí hậu của Asunción (1971–2000) | Dữ liệu khí hậu của Asunción (1971–2000) | Dữ liệu khí hậu của Asunción (1971–2000) | Dữ liệu khí hậu của Asunción (1971–2000) | Dữ liệu khí hậu của Asunción (1971–2000) | Dữ liệu khí hậu của Asunción (1971–2000) | Dữ liệu khí hậu của Asunción (1971–2000) | Dữ liệu khí hậu của Asunción (1971–2000) | Dữ liệu khí hậu của Asunción (1971–2000) |
| Tháng | 1                                        | 2                                        | 3                                        | 4                                        | 5                                        | 6                                        | 7                                        | 8                                        | 9                                        | 10                                       | 11                                       | 12                                       | Năm                                      |
| --- | ---------------------------------------- | ---------------------------------------- | ---------------------------------------- | ---------------------------------------- | ---------------------------------------- | ---------------------------------------- | ---------------------------------------- | ---------------------------------------- | ---------------------------------------- | ---------------------------------------- | ---------------------------------------- | ---------------------------------------- | ---------------------------------------- |
| Cao kỉ lục °C (°F) | 40.8 (105.4)                             | 39.6 (103.3)                             | 39.6 (103.3)                             | 36.4 (97.5)                              | 34.4 (93.9)                              | 33.5 (92.3)                              | 34.7 (94.5)                              | 37.4 (99.3)                              | 39.6 (103.3)                             | 41.8 (107.2)                             | 40.2 (104.4)                             | 41.7 (107.1)                             | 41.8 (107.2)                             |
| Trung bình ngày tối đa °C (°F) | 33.5 (92.3)                              | 32.6 (90.7)                              | 31.6 (88.9)                              | 28.4 (83.1)                              | 25.0 (77.0)                              | 23.1 (73.6)                              | 23.2 (73.8)                              | 24.8 (76.6)                              | 26.4 (79.5)                              | 29.2 (84.6)                              | 30.7 (87.3)                              | 32.3 (90.1)                              | 28.4 (83.1)                              |
| Trung bình ngày °C (°F) | 28.2 (82.8)                              | 27.5 (81.5)                              | 26.5 (79.7)                              | 23.5 (74.3)                              | 20.4 (68.7)                              | 18.5 (65.3)                              | 18.2 (64.8)                              | 19.6 (67.3)                              | 21.2 (70.2)                              | 23.9 (75.0)                              | 25.4 (77.7)                              | 27.1 (80.8)                              | 23.3 (74.0)                              |
| Tối thiểu trung bình ngày °C (°F) | 22.8 (73.0)                              | 22.3 (72.1)                              | 21.3 (70.3)                              | 18.6 (65.5)                              | 15.7 (60.3)                              | 13.8 (56.8)                              | 13.1 (55.6)                              | 14.3 (57.7)                              | 15.9 (60.6)                              | 18.6 (65.5)                              | 20.1 (68.2)                              | 21.8 (71.2)                              | 18.2 (64.7)                              |
| Thấp kỉ lục °C (°F) | 12.4 (54.3)                              | 12.5 (54.5)                              | 9.4 (48.9)                               | 6.8 (44.2)                               | 2.6 (36.7)                               | −1.2 (29.8)                              | −0.6 (30.9)                              | 0 (32)                                   | 3.6 (38.5)                               | 7.0 (44.6)                               | 8.8 (47.8)                               | 10.0 (50.0)                              | −1.2 (29.8)                              |
| Lượng mưa trung bình mm (inches) | 158.0 (6.22)                             | 129.2 (5.09)                             | 117.9 (4.64)                             | 166.0 (6.54)                             | 113.3 (4.46)                             | 82.4 (3.24)                              | 39.4 (1.55)                              | 72.6 (2.86)                              | 87.7 (3.45)                              | 130.8 (5.15)                             | 164.4 (6.47)                             | 150.3 (5.92)                             | 1.412 (55.59)                            |
| Số ngày giáng thủy trung bình | 8                                        | 7                                        | 7                                        | 8                                        | 7                                        | 7                                        | 4                                        | 5                                        | 6                                        | 8                                        | 8                                        | 8                                        | 83                                       |
| Độ ẩm tương đối trung bình (%) | 68                                       | 71                                       | 72                                       | 75                                       | 76                                       | 76                                       | 70                                       | 70                                       | 66                                       | 67                                       | 67                                       | 68                                       | 70                                       |
| Số giờ nắng trung bình tháng | 266                                      | 236                                      | 228                                      | 218                                      | 205                                      | 165                                      | 195                                      | 223                                      | 204                                      | 242                                      | 270                                      | 295                                      | 2.747                                    |
| Nguồn: NOAA updated to 9/2012.,<ref name='NOAA'>"ASUNCION Climate Normals 1961-1990". National Oceanic and Atmospheric Administration. Truy cập ngày 8 tháng 11 năm 2012. |                                          |                                          |                                          |                                          |                                          |                                          |                                          |                                          |                                          |                                          |                                          |                                          |                                          |

## Dân cư
Nội thành Asunción có dân số 539.000 nhưng nếu tính cả vùng đại đô thị thì Gran Asunción chiếm 30% tổng dân số cả nước Paraguay. Thành phố tăng trưởng mạnh thu hút dân từ nông thôn nội địa di cư lên tỉnh.

## Giáo dục
Asunción có một hai trường đại học lớn: Universidad Católica Nuestra Señora de la Asunción của họ đạo Công giáo La Mã và Universidad Nacional de Asunción, trường công lập.